# Paul Samuelson
Paul Anthony Samuelson (Gary, Estats Units 1915 - Belmont, 2009) fou un economista estatunidenc guardonat amb el Premi Nobel d'Economia el 1970.
Fou el primer nord-americà que va guanyar el Premi Nobel d'Economia. La Reial Acadèmia Sueca va afirmar al concedir-li el premi que "ha fet més que qualsevol altre economista contemporani per elevar el nivell d'anàlisi científica en teoria econòmica". L'historiador econòmic Randall E. Parker l'ha qualificat de "Pare de l'Economia Moderna", i el New York Times el considerava com el "principal economista acadèmic del segle XX".

## Biografia
Va néixer el 15 de maig de 1915 a la ciutat de Gary, situada a l'estat nord-americà d'Indiana, en una família de religió jueva. Va estudiar economia a la Universitat de Chicago, i es doctorà a la Universitat Harvard el 1941 sota la supervisió de Joseph Schumpeter i Wassily Leontief. Morí el 13 de desembre de 2009 a la seva casa de Belmont, estat de Massachusetts (Estats Units), a l'edat de 94 anys, a causa d'una breu malaltia, tal com assenyalà l'Institut Tecnològic de Massachusetts (MIT).
Samuelson, descendent d'immigrants jueus polonesos, era fill d'un pare farmacèutic a Gary, Indiana. Es va traslladar a Chicago als vuit anys. Va arribar tard a la Universitat de Chicago perquè encara no havia completat els exàmens trimestrals que li donaven accés al títol de batxillerat, i es va matricular en un curs de recuperació en economia elemental, sota la supervisió d'Aaron Director.
A la Universitat de Chicago, va conèixer als que després es convertirien en grans noms de la disciplina, com George Stigler, Milton Friedman i Allan Wallis. Va obtenir el Bachelor of Arts (llicenciatura) el 1935 i el Master of Arts (Master) l'any següent a la mateixa universitat. Va deixar Chicago abans de completar la seva tesi, amb una beca que li va concedir el Social Research Research Council, que el considerava un dels més brillants de la classe de 1935. Com que aquesta beca estava condicionada a l'elecció d'una universitat diferent de la que cursa el primer cicle, Samuelson tria la Universitat Harvard. Més tard va escriure que aquesta elecció no es basava en raons racionals ("a la recerca de pedres velles cobertes d’heura"). Gairebé se'n va de seguida. "No podem dir que fos amor a primera vista", va confessar més tard.
Després va estudiar amb Joseph Schumpeter i Wassily Leontief, Alvin Hansen, i especialment EB Wilson, un físic, per qui tenia una estima considerable. També coneix algunes futures estrelles del món científic: entre els joves assistents i companys de classe, trobem John Kenneth Galbraith, Alan i Paul Sweezy, R. Aaron Gordon, Abram Bergson, Richard Musgrave, Shigeto Tsuru, Llyold Metzler, Robert Triffin, Richard Goodwin, James Tobin i alguns més. La cohort de científics amb qui treballava en aquell moment no el va deixar indiferent i escriuria uns anys més tard: "Si Harvard ens va formar, nosaltres som els que vam fer Harvard."
Va escriure la major part del seu llibre Foundations of economic analysis quan encara era només un estudiant de 22 anys que necessitava una tesi. En realitat, aquest llibre constitueix la seva tesi doctoral, que es beneficia de la inestimable ajuda de qui esdevindrà la seva esposa, Marion Graford, i que serà estudiant d'economia com ell. La seva tesi li va valer el premi David A. Wells de la Universitat. Els seus primers treballs li van aportar un ràpid reconeixement per part dels seus companys, com ara Interacció entre l’anàlisi multiplicador i el principi d’acceleració, publicat per la Review of Economic and Statistics, que li va valer la fama internacional immediata. En aquest article de l'exercici –editat per Aaron Hansen–, teoritza l'oscil·lació de Samuelson per descriure el cicle del negoci. I va obtenir el seu doctorat a Harvard.
El 1940 es va convertir en professor ajudant del departament d'economia i cap d'investigació de la secció històrica, administrativa i econòmica de Harvard. Un mes després, l'Institut Tecnològic de Massachusetts li va oferir ser professor titular. Harvard no fa res per retenir-lo. Després de la Segona Guerra Mundial, el seu antic cap va intentar almenys dues vegades oferir-li càrrec, però sense èxit: rebutjarà l'oferta. Després, el professor emèrit de l'Institut Tecnològic de Massachusetts, Samuelson, treballa per ampliar el departament d'economia d'aquesta institució. Va publicar el seu segon treball, Economics, el 1948. Aquest llibre continua sent el llibre de text d'economia més venut fins ara; ha servit de manual de referència per a generacions d'estudiants. Declararà el seu antic company de classe, George Stigler: "El professor Samuelson havia assolit la fama; ara busca la fortuna". I el llibre aportarà milions de dòlars a la família Samuelson.
La seva notorietat és cada vegada més gran, que Peter Kenen el va anomenar l'"
etern nen terrible" i guanya la Medalla John Bates Clark el 1947, atorgada per l'American Economic Association a l'economista menor de quaranta anys que es creu que ha contribuït més al progrés del pensament econòmic. Després de la guerra, Samuelson es va consolidar com un dels economistes més influents del govern dels Estats Units; és particularment proper a John Fitzgerald Kennedy, que el converteix en el seu assessor econòmic de la Casa Blanca. La seva influència en l'economia també és educativa i ha contribuït directament o indirectament a la formació de joves estudiants, que s'han convertit en economistes de renom com Hernando de Soto, Edmund Phelps, Joseph Stiglitz, Robert Mundell, Jagdish Bhagwati.
Un any després de la seva coronació, la Universitat de Chicago vol contractar-lo. Theodore Schultz, aleshores president del departament d'economia de l'esmentada universitat, li va escriure: Tindrem, doncs, dos caps, dos pensaments, d’obediència filosòfica diferent, la vostra i la de Milton Friedman, i serà fructífera. Hi pensa, però després declina l'oferta amb el pretext que el canvi, la polarització (que el faria extremista) i la inevitable controvèrsia serien una pèrdua de temps.
Samuelson és un dels economistes més prolífics, amb diversos centenars d'articles pioners i dos llibres. El que va ser la seva tesi es publicarà el 1947, en què denuncia les inconsistències i aproximacions del discurs econòmic clàssic i defensa la utilització de les matemàtiques per entendre millor els fenòmens econòmics. Explica com podem deduir "lleis" a partir de comportaments individuals, i això en una perspectiva d'equilibri general, i formula matemàticament la teoria de "Tastos Walrasians".
Va ser elegit president de l'Associació Econòmica Internacional el 1965.

Va guanyar el Premi Nobel d'economia el 1970 
| « | pel desenvolupament de la teoria econòmica estàtica i dinàmica i per haver aixecat el nivell d'anàlisi en la ciència econòmica | » |

 És el tercer guanyador d'aquest premi després del primer concedit conjuntament el 1969 i el primer estatunidenc.

## Contribucions a l'economia
Descrivint-se com "l'últim generalista en economia", Samuelson toca moltes àrees de l'economia. 
| « | Probablement és l’autor contemporani que ha influït més en aquest punt de vista, ja que hi ha poques àrees de l'economia que no hagi abordat d’una manera o d’una altra. | » |

 És particularment reconegut pel seu treball sobre la inflació, que considera un dels majors perills per a les societats occidentals, però també té por de la psicosi de la deflació, que probablement és igual de perjudicial.
Cercant els fonaments microeconòmics de la macroeconomia, es considera que és un dels iniciadors de la "síntesi neoclàssica". Així donà el seu nom a un model que utilitza l'efecte multiplicador keynesià i el principi de l'accelerador ("Oscil·lador Samuelson"). La interacció d'aquest multiplicador i aquest accelerador pot generar cicles (o "oscil·lacions"), L'origen del qual és endogen, a causa de problemes de conducta i coordinació.
Finalment, el 1958, amb Maurice Allais el 1947 i després Peter Diamond el 1965, va estar a l'origen de models de generació imbricats que han trobat nombroses aplicacions en macroeconomia (creixement, pensions, migració, medi ambient) i més recentment en teoria (inflació, senyoratge i deute públic).
La seva participació en el desenvolupament del model de Heckscher-Ohlin-Samuelson condueix a la teorització del fet que el comerç entre països es deu a diferències en les seves dotacions en factors de producció, més que no pas a les seves pròpies característiques, com diu David Ricardo. En el camp de la teoria del comerç internacional, va qüestionar els avantatges comparatius en un article publicat el 2004. Va desenvolupar-hi el que va anomenar "acte II" en un model aplicat a les relacions entre la Xina i els Estats Units. Aquesta anàlisi completament innovadora desestabilitza la creença en els beneficis automàtics del comerç internacional en hipotetitzar que els Estats Units podrien ser els perdedors a llarg termini del comerç amb la República Popular de la Xina. De fet, la Xina aprofitant les transferències tecnològiques i el fenomen de la imitació augmentaria els sectors: la seva especialització seria equivalent o fins i tot superaria a l'especialització nord-americana (trobem més o menys el model de recuperació econòmica descrit per Alexander Gerschenkron). Aquesta tesi va suscitar moltes reaccions.

## Activitat econòmica
Professor a l'Institut Tecnològic de Massachusetts i membre de l'Econometric Society, de l'American Economic Association i de la International Economic Association. La seva obra més important és Foundations of Economic Analysis (1947), considerada una de les obres més fonamentals de la moderna ciència econòmica i que desenvolupà en termes matemàtics. També és autor d'un manual d'economia molt conegut, Economics: An Introductory Analysis (1948). El seu treball ha estat qualificat de "gran síntesi neoclàssica", o sigui, la fusió en un conjunt coherent de l'economia de John Maynard Keynes amb la dels seus predecessors.
Ha estudiat igualment el camp de la teoria dels jocs i la programació lineal (Linear Programing and Economic Analysis, 1958, amb Robert Dorfman i Robert Solow), l'economia del benestar i l'anàlisi de la dinàmica econòmica. Així mateix, ha estat un dels desenvolupadors de les corbes d'indiferència, que han permès l'estudi de la utilitat marginal.
És considerat un teòric pur molt ben dotat, també s'ha ocupat dels problemes de l'economia real. Ha estat conseller dels presidents John F. Kennedy i Lyndon B. Johnson. El 1970 fou guardonat amb el Premi Nobel d'Economia per l'anàlisi dels processos econòmics i el desenvolupament dinàmic de models de decisió econòmica.

## Camps d'interès
Com a professor d'economia a l'Institut de Tecnologia de Massachusetts, Samuelson va treballar en molts camps, inclosos:
- Teoria del consumidor, on va ser pioner en l'enfocament de preferència revelada, que és un mètode mitjançant el qual es pot discernir la funció d'utilitat d'un consumidor, observant el seu comportament. En lloc de postular una funció d'utilitat o una ordenació de preferències, Samuelson va imposar condicions directament a les decisions preses per les persones: les seves preferències tal com les revelen les seves decisions.
- Economia del benestar, en què va popularitzar la condició de Samuelson (criteri per decidir si una acció milloraria el benestar) i va demostrar el 1950 la insuficiència d'un índex de renda nacional per revelar quina de les dues opcions socials estava uniformement fora de la funció de benestar social de l'altra (Collected Scientific Papers , v. 2, cap. 77; Fischer, 1987, p. 236).
- Teoria del capital, on és conegut pel model de préstecs de consum de 1958 i per una varietat de teoremes de barreres (turnpike theory) i implicat en la controvèrsia del capital de Cambridge.
- Teoria de les Finances, en la qual és conegut per la hipòtesi dels mercats eficients.
- Teoria de les finances públiques, en la qual és especialment conegut pel seu treball sobre la determinació de l'assignació òptima de recursos en presència d'ambdós bens públics i bens privats.
- Economia internacional, on va influir en el desenvolupament de dos importants models de comerç internacional: l'efecte Balassa-Samuelson i el model Heckscher-Ohlin (amb el teorema de Stolper-Samuelson).
- Macroeconomia, on va popularitzar el model de generacions superposades com una manera d'analitzar el comportament dels agents econòmics en diversos períodes ("Collected Scientific Papers", v. 1, cap. 21) i va contribuir a la formació de la síntesi neoclàssica.
- Economia de mercat: Samuelson creia que els mercats no regulats tenen inconvenients, va afirmar, "els mercats lliures no s'estabilitzen. La regulació zero és molt poc òptima a la regulació racional. El llibertarisme és el seu pitjor enemic". Samuelson va criticar fermament Friedman i Friedrich von Hayek argumentant que la seva oposició a la intervenció estatal "ens diu alguna cosa sobre ells més que alguna cosa sobre Genguis Kan o Franklin Roosevelt. És paranoic advertir contra un relliscós inevitable "pistes... un cop infringides les llibertats comercials individuals."[19]